# Rangen (Weinlage)
Der Rangen ist die südlichste Weinlage im Elsass. Seit dem 23. November 1983 besitzt der Rangen eine eigene Appellation als Alsace Grand Cru und gehört damit zu den 51 potentiell besten Lagen des Elsass. Insgesamt wurden 18,81 Hektar Rebfläche zugelassen.
Die Lage befindet sich auf dem Gebiet der Gemeinden Thann und Vieux-Thann, nur wenige Kilometer westlich von Mülhausen. Der Rangen ist auf einem sehr steilen Hang mit einer Neigung von bis zu 68 Grad terrassiert angelegt und nach Süden bis Süd-Süd-Westen ausgerichtet. Am Fuß der Lage fließt die Thur, die durch ihr Mikroklima den Weinberg vor Frühjahrsfrösten schützt.

## Boden und Klima
Geologisch liegt der Rangen an der Verwerfung der Vogesen, im Grundgebirge aus dem Zeitalter von Devon und Karbon. Die Gesteine, die aus der Erosion der alten Gebirgskette stammen und die sich im Sediment mit vulkanischem Eruptivgestein mischten, werden unter dem Begriff Kulm-Fazies zusammengefasst. Im unteren Bereich der Lage überwiegt der Anteil der Grauwacke.

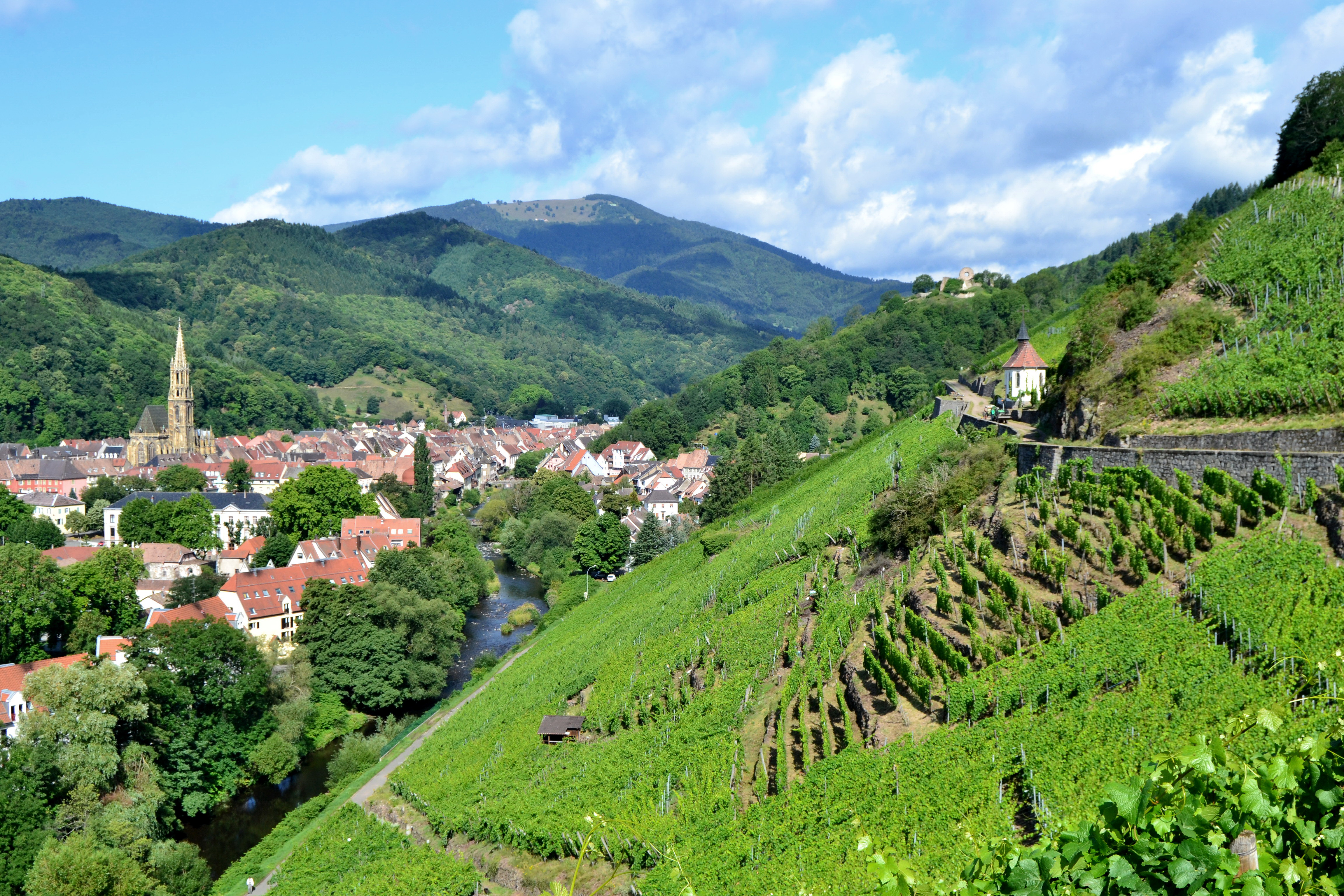
Weinlage Rangen, links die Stadt Thann

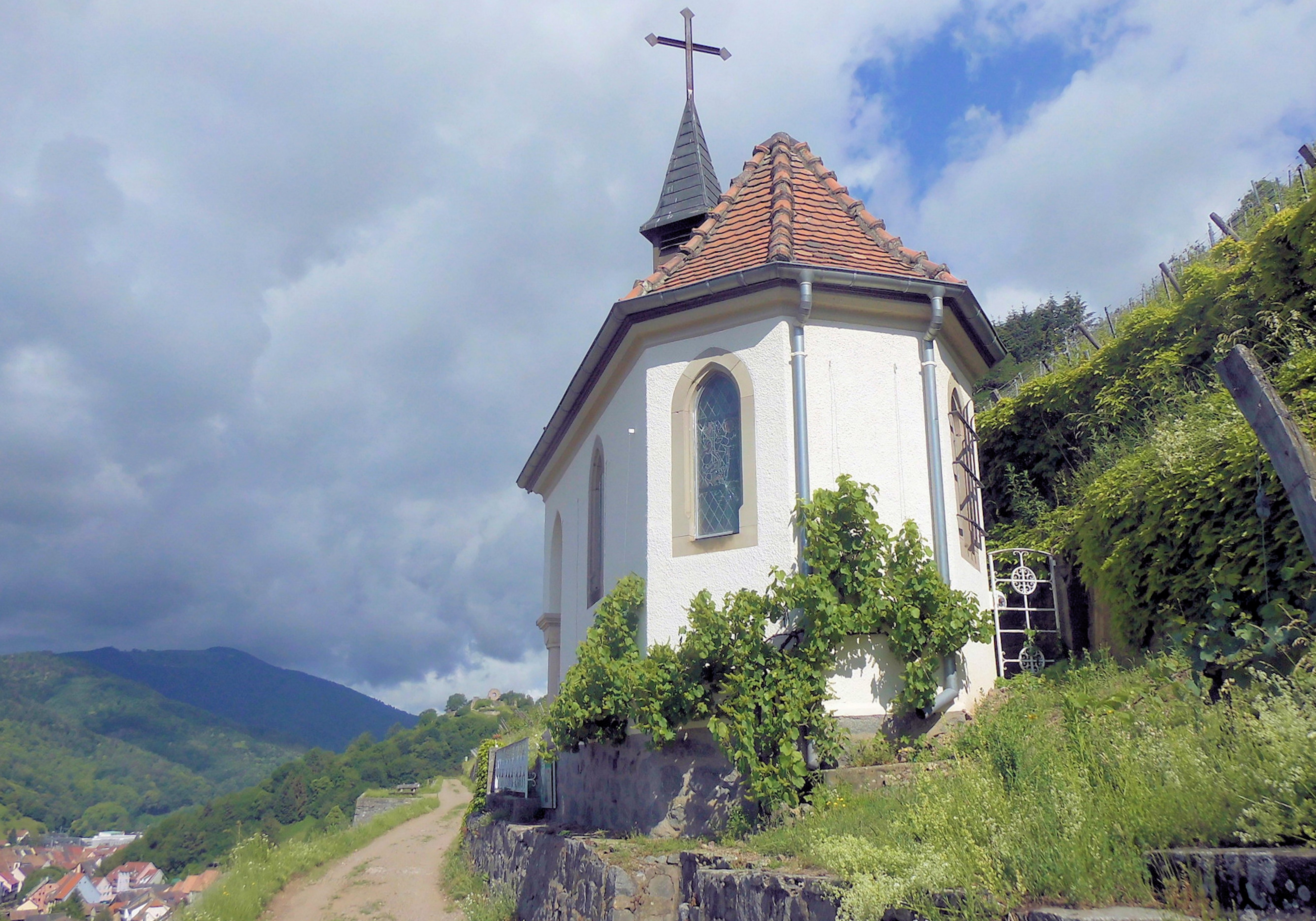
Kapelle St. Urban inmitten der Weinreben

Der Rangen ist die einzige Lage des Elsass mit vulkanischem Boden. Dieser Boden mit alkalischer Lava, Asche und Tuffstein sowie grobsandigem kieselhaltigem Gestein liefert eine breite Palette mineralischer Nährstoffe. Zudem speichert das harte, dunkle Gestein der Grauwacke, die sich überwiegend im unteren Bereich der Weinberglage befindet, die Sonnenwärme. Aufgrund der Steilheit des Hanges fällt die Sonnenstrahlung nahezu senkrecht ein.
Beim Rangen handelt es sich um die südlichste der Grand-Cru-Lagen des Elsass. Durch die Randlage an der südlichen Verwerfung der Vogesen wird die Lage nicht vor den Niederschlägen bei Südwest- oder Westwetterlagen geschützt, so dass die jährliche Niederschlagsmenge bei hohen 1000 mm/Jahr liegt. Kurios ist, dass sich Thann rühmen kann, dass seine gesamten Weinberge als Grand Cru klassiert sind, da andere Lagen, wie der Enchenberg oder der Stauffenberg aufgegeben wurden und nur noch der Rangen übrig blieb.

## Rebsorten
Die Lage und die Bodenqualität begünstigen den Anbau von Pinot Gris (ca. 9 Hektar bestockte Rebfläche), Riesling (ca. 4 Hektar bestockte Rebfläche), und Gewürztraminer (ca. 1 Hektar bestockte Rebfläche). Es stehen damit ca. 14 der insgesamt 18,81 Hektar unter Ertrag. Prinzipiell darf auch die Rebsorte Muscat d’Alsace angepflanzt werden. Die Weine werden aktuell von fünf Winzern vermarktet.

## Geschichte
Seit dem 13. Jahrhundert ist die Güte des Rangenweines durch Urkunden belegt. Bekannt war er auch durch die Pilger, die zur Stiftskirche Sankt Theobald nach Thann kamen. Daher wurde die Lage auch durch Dichter und Reisende immer wieder erwähnt. Sebastian Brant schrieb, dass Herkules auf seinen Reisen durch den Elsass so viel vom Wein getrunken habe, dass er einschlief und nach dem Aufwachen seine Keule vergaß. Der Kosmograph Sebastian Münster äußert sich in seinem Werk Cosmographia, dass der diabolische Einfluss des Weines sich anfangs nicht bemerkbar mache, da er sich doch wie Milch einschleiche. In Johann Fischarts satirischem Werk Affentheurlich Naupengeheurliche Geschichtklitterung heißt es: „Ja des Rangenweins zu Dann, da steckt der Heylig Sanct Rango, der nimpt den Rang und ringt so lang, biß er einen rängt und trengt under die Bänck“.
Bereits in den Jahren 1548 und 1581 wurden Dekrete erlassen, die den Anbau nicht edler Rebsorten untersagten. In gewissen Chroniken wird berichtet, dass unter der Herrschaft von Maria Theresia am Hof von Wien sechsmal so viel Wein vom Rangen konsumiert wie überhaupt produziert wurde. Der insgesamt gute Ruf hielt sich bis zur Zeit der industriellen Revolution. Zu jener Zeit rechtfertigten die Einkünfte der Winzer bedingt durch niedrige Preise und die durch französisches Erbrecht extrem kleinen Besitztümer den Weinbau nicht mehr.
Der Weinbau wurde erst 100 Jahre später durch Bemühungen von Léonard Humbrecht wieder aufgenommen. Durch diesen späten Neuanfang wurden hier einige Fehler, wie die im Elsass häufig zu findenden hohen Erträge, vermieden, so dass der Rangen heute häufig zu den besten Weinen des Elsass gezählt wird.

## Belege
1. ↑  Johann Fischart: Affentheurlich Naupengeheurliche Geschichtklitterung, Kap. 16 bei zeno.org